# خوسيه سايز

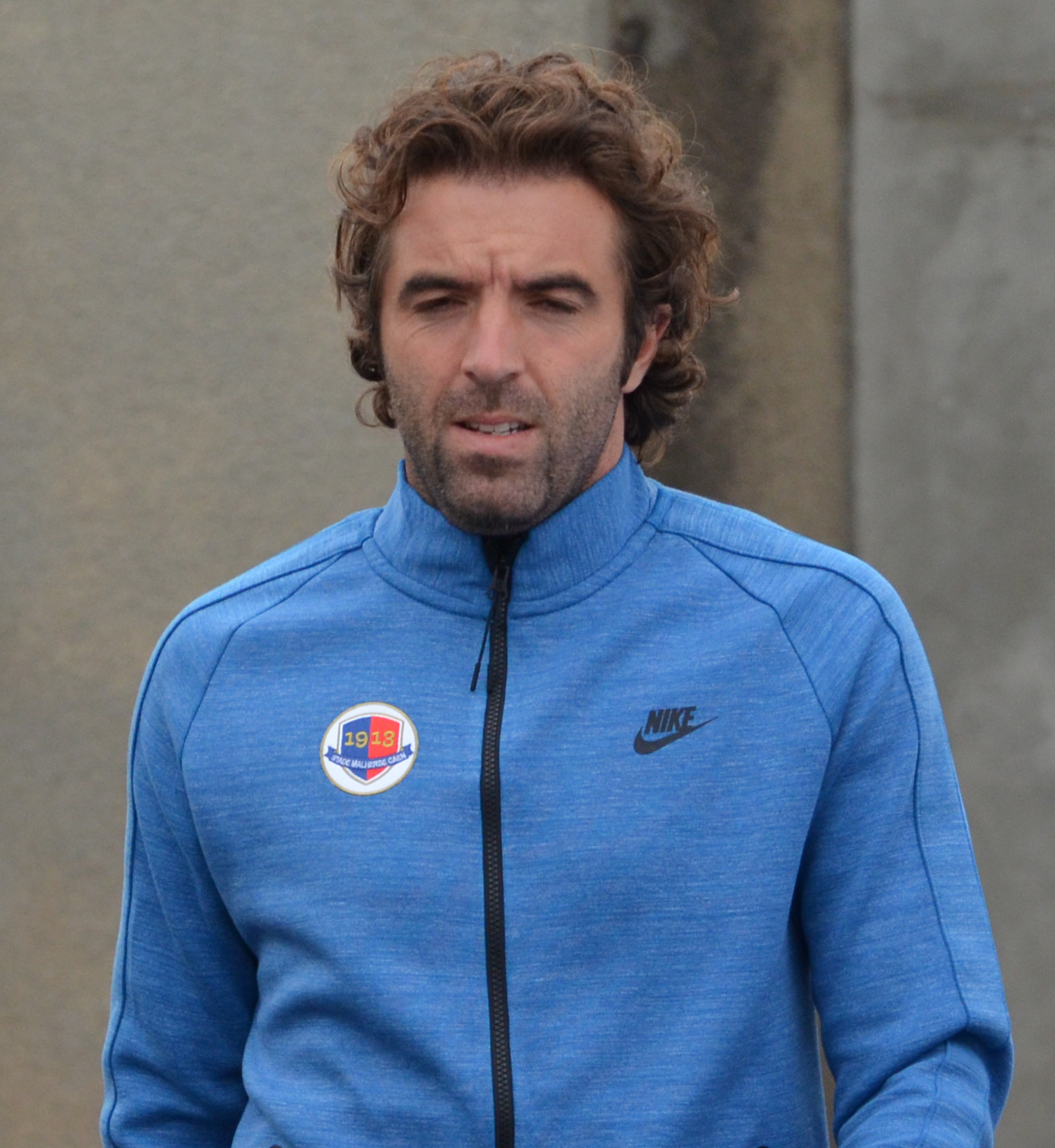

خوسيه سايز (بالفرنسية: José Saez)‏ (مواليد 7 مايو 1982 في مينين - بلجيكا) لاعب كرة قدم فرنسي يلعب حاليا لصالح نادي الدرجة الأولى فالينسيان الفرنسي منذ 2004 في مركز الوسط المحوري .

## روابط خارجية
- خوسيه سايز على موقع قاعدة بيانات كرة القدم.إي يو (الإنجليزية)
- خوسيه سايز على موقع ليكيب (الفرنسية)
- خوسيه سايز على موقع Soccerway.com (الإنجليزية)
- خوسيه سايز على موقع AS.com (الإسبانية)